# 台22線
台22線（たいにじゅうにせん）は、高雄市楠梓区から屏東県高樹郷に至る台湾省道であり、「旗楠公路（きなんこうろ）」の別称で呼ばれる。

## 概要
- 全長：34.321Km
- 起点：高雄市楠梓区（台1線の交差地点）
- 終点：屏東県高樹郷（台27線の交差地点）
- 経由地：

## 歴史
| 年 | 月日 | 事跡 |
| -- | ---- | ---- |

## 通過する自治体
- 高雄市
  - 楠梓区 - 大社区 - 燕巣区 - 旗山区

- 屏東県
  - 里港郷 - 高樹郷

## 接続する道路
- 高速道路
  - 楠梓IC
  - 燕巣IC